# Тиглатпаласар II
Тиглатпаласар II (Тукульти-апал-Эшарра II; аккад. Тукульти-апал-Эшарра; «Защити наследника, Эшарра») — царь Ассирии приблизительно в 967—935 годах до н. э.
Согласно «Ассирийскому царскому списку», Тиглатпаласар II, сын и наследник Ашшур-реш-иши II, правил 32 года. Несмотря на столь длительное правление, известно о нём очень мало. В то время Ассирия, теснимая Урарту, арамеями и Вавилонией, занимала небольшую территорию и не обладала военной мощью.